# F-Man
Pour plus de détails, voir Fiche technique et Distribution.
F-Man est un film américain réalisé par Edward F. Cline, sorti en 1936.

## Fiche technique
- Titre : F-Man
- Réalisation : Edward F. Cline
- Scénario : Eddie Welch, Henry Johnson et Paul Gerard Smith
- Photographie : Leo Tover
- Montage : Paul Weatherwax
- Société de production : Paramount Pictures
- Pays d'origine : États-Unis
- Format : Noir et blanc
- Genre : comédie
- Date de sortie : 1936

## Distribution
- Jack Haley : Johnny Dime
- William Frawley : Détective Rogan
- Grace Bradley : Evelyn
- Adrienne Marden (en) : Molly Carter
- Onslow Stevens : Mr Shaw
- Walter Johnson : Dougherty
- Spencer Charters : Shériff Hank Groder
- Harry Tenbrook : gangster (non crédité)
- Heinie Conklin : la personne ivre (non crédité)
- Carol Holloway (non créditée)
- Howard M. Mitchell (non crédité)
- Harry Myers (non crédité)
- Billy Gilbert  (non crédité)
- Lucille Ward (non créditée)